# Eurycratus cochabambae
Eurycratus cochabambae es una especie de coleóptero de la familia Salpingidae.

## Distribución geográfica
Habita en Bolivia.